# Wąż (herb szlachecki)
Wąż – polski herb szlachecki, noszący zawołania Wężyk i Zachorz. Wzmiankowany w najstarszym zachowanym do dziś polskim herbarzu, Insignia seu clenodia Regis et Regni Poloniae, spisanym przez historyka Jana Długosza w latach 1464–1480. Wąż jest jednym z 47 herbów adoptowanych przez bojarów litewskich na mocy unii horodelskiej z 1413 roku.
Herb występował głównie wśród rodzin osiadłych w ziemi kaliskiej, sandomierskiej. Spośród najbardziej znanych rodów pieczętujących się herbem Wąż, należy wymienić Wężyków i Ciechomskich.
Węża używali też Guillaume Apollinaire i Aleksander Osiński.

## Opis herbu

### Opis historyczny

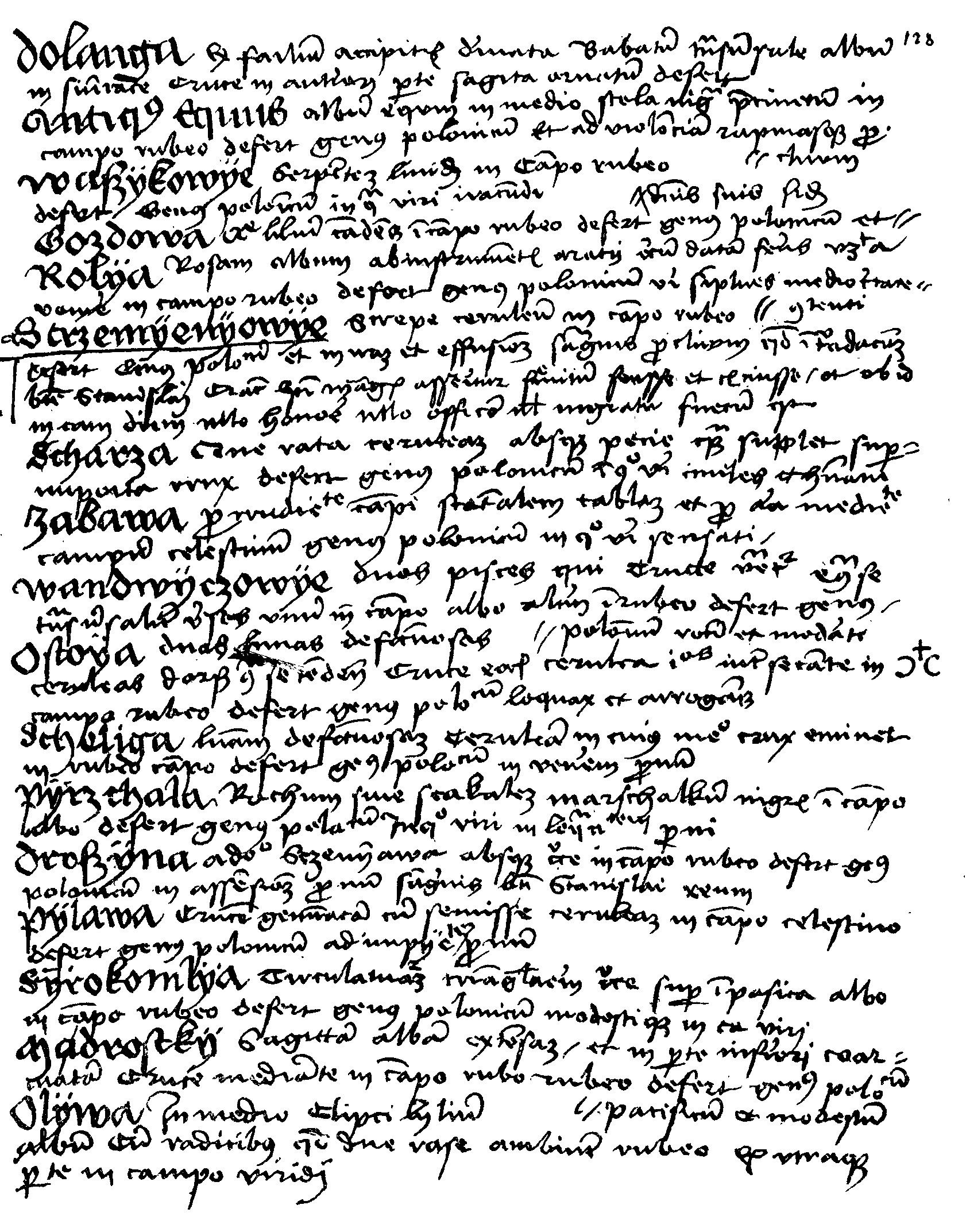
Jedna ze stron manuskryptów Jana Długosza, zawierająca opisy polskich herbów

Jan Długosz (1415–1480) blazonuje herb i opisuje herbownych następująco:

Wąszykowye, serpentem liuidum in campo rubeo defert. Genus Polonicum, in quo viri iracundi.

Po przetłumaczeniu:

Wążkowie, węża wściekłego w polu czerwonym niosą. Ród polski, w którym ludzie gniewni.

Kasper Niesiecki, podając się na dzieła historyczne Bartosza Paprockiego, Szymona Okolskiego i Marcina Bielskiego, opisuje herb:

Wąż powinien być w koronie złotej, sam wprawdzie od szyi zaraz skręcony, osobliwie jednak ogon u niego przeplatano pokręcony, w pół niego w pysku w prawą tarczy obróconym, trzyma gałązkę z jabłoni z listkami i jabłkiem zielonym, kolor węża czarny, pole tarczy czerwone, na hełmie pięć piór strusich.

### Opis współczesny
Opis skonstruowany współcześnie brzmi następująco:
Na tarczy w polu czerwonym wąż zielony w koronie złotej, trzymający w pysku jabłko złote z takimż listkiem.
W klejnocie pięć piór strusich.
Labry herbowe czerwone, podbite zielenią.

## Geneza

### Najwcześniejsze wzmianki
Najstarsza pieczęć z 1389, najstarszy zapis 1389.
Najwcześniejsze lokalne źródło heraldyczne wymieniające ten herb to wspomniane już wcześniej Insignia seu clenodia Regis et Regni Poloniae, datowane na lata 1464–1480. Autorem tego dzieła jest polski historyk, Jan Długosz.
W wyniku unii horodelskiej w 1413 przeniesiony na Litwę, przyjął go od nieznanego adoptującego bojar litewski, Koczan Sukowicz.

### Legenda herbowa
Legenda herbowa, przytaczana przez Niesieckiego, wiąże symbol węża z przemyślnością obdarowanego herbem rycerza:

Mówią, że rycerzowi Wąż nazwanemu za przemyślną jakąś sztukę, którą nieprzyjaciela na tę ojczyznę zasadzonego albo odwrócił, albo złamał impet, ten herb nadany.

## Herbowni

### Lista Tadeusza Gajla
Lista herbownych w artykule sporządzona została na podstawie wiarygodnych źródeł, zwłaszcza klasycznych i współczesnych herbarzy. Należy jednak zwrócić uwagę na częste zjawisko przypisywania rodom szlacheckim niewłaściwych herbów, szczególnie nasilone w czasie legitymacji szlachectwa przed zaborczymi heroldiami, co zostało następnie utrwalone w wydawanych kolejno herbarzach. Identyczność nazwiska nie musi oznaczać przynależności do danego rodu herbowego. Przynależność taką mogą bezspornie ustalić wyłącznie badania genealogiczne.
Pełna lista herbownych nie jest dziś możliwa do odtworzenia, także ze względu na zniszczenie i zaginięcie wielu akt i dokumentów w czasie II wojny światowej (m.in. w czasie powstania warszawskiego w 1944 spłonęło ponad 90% zasobu Archiwum Głównego w Warszawie, gdzie przechowywana była większość dokumentów staropolskich). Lista nazwisk znajdująca się w artykule pochodzi z Herbarza polskiego, Tadeusza Gajla (142 nazwisk). Występowanie na liście nazwiska nie musi oznaczać, że konkretna rodzina pieczętowała się herbem Wąż. Często te same nazwiska są własnością wielu rodzin reprezentujących wszystkie stany dawnej Rzeczypospolitej, tj. chłopów, mieszczan, szlachtę. Jest to jednakże dotychczas najpełniejsza lista herbownych, uzupełniana ciągle przez autora przy kolejnych wydaniach Herbarza. Tadeusz Gajl wymienia następujące nazwiska uprawnionych do używania herbu Wąż:
|  | Ambroszkiewicz, Ambroziewicz, Ambrożewicz, Ambrożkiewicz. Babaszowski, Benkuński, Bielecki, Bieńkuński, Bogwiecki, Bogwiedzki, Bomblewicz, Borch, Borejsza, Borek, Bork, Brzostowicz, Bugwidzki, Bykowski. Cichocki, Cichoński, Ciechomski, Ciechowski, Ciekowski, Cimochowski, Czechowicki. Damięcki, Demontowicz, Deszniański, Deszyn, Deszyński, Dłotowski, Dłótowski, Dłutowski, Dobrzankowski. Fiersowicz, Funger, Fursewicz, Fursiewicz. Gardziński, German, Górski, Groszkowski, Groszowski, Groza, Grozowski, Grudź, Gruzdź, Gruźdź, Grzmucki. Herman. Januszkiewicz, Jasieniecki, Jasieński, Jasiński. Koczalski, Koczelski, Koczulski, Konczan, Koracz, Koran, Kostrowicki, Kostrowiecki, Kostrowski, Kotuszowski, Kotwacz, Kowacz, Koyczan, Kozaczyński, Kozanecki, Kożarski, Krzykowski, Kuczkowski, Kuzarski. Lubochowski. Łojwa, Łojwo, Łoywo. Magiera, Malik, Małdrzycki, Małdrzyk, Mikołajewski. Niadych, Niedych. Obrzyziewicz, Odolski, Ożegowski. Piasecki, Pisecki, Podoliński, Pojałowski, Polanowski, Połajowski. Rabaszowski, Raciborowski, Rajski, Raszewski, Rayski, Rubaszowski, Rucki, Rudzki, Rutski, Rzeszowski. Sakowicz, Sarcewicz, Siemla, Skałowski, Skoltecki, Skrzyński, Skultecki, Sławicki, Sukowicz, Sułkowicz, Sułkowski, Surkowski, Syktowski, Sytkowski, Szamoszewski, Szczubioł, Szemesz, Szemiosz, Szemosz, Szkublecki, Szkutecki, Szurkowski. Trzeciak, Turowicz. Wązik, Wąż, Wążkowski, Wążodaw, Wężyk, Wialbut, Widucki, Widycki, Wielawski, Wilczkowski. Zyrkiewicz. Żmigrocki, Żmigrodzki, Żmijewski, Żmijowski. Tadeusz Gajl, Herbarz Polski |

Stanisław Dziadulewicz wymienia tatarskiego pochodzenia rodziny Bielickich, Fursewiczów (Fursiewiczów), Szemoszów (Szemoszowie). Fursewicze mieli pochodzić od żyjącego w połowie XV wieku Fursa (prawdopodobnie już chrześcijanina obrządku grecko-wschodniego - wskazywałyby na to imiona jego synów: Piotr, Andrzej, Denis, Mitko). Bieliccy używający przydomku Furs mieli być gałęzią Fursiewiczów i pochodzić od żyjącego w pierwszej połowie XVI wieku Huryna Mitkiewicza Fursiewicza. Tenże Huryn miał być właścicielem dworu w miasteczku Bielicy, od której to nazwy jego potomkowie mieli z czasem przybrać nazwisko Bielicki. Miały być dwie rodziny Fursów herbu Wąż, z których jedna miała być gałezią znakomitego rodu juszeńskiego, a jej protoplastą miał być wnuk Tymirczy, Kildysz Chodyrewicz, zapisany w popisie z roku 1528. Natomiast protoplastą drugiej rodziny miał być sługa księżny Semenowej Pińskiej, Furs, syn Iwana, który w roku 1495 otrzymał od swej pani wieś Kraśniew w pow. pińskim. Szemoszowie o przydomku Wężyk mieli być zapisani do chorągwi ułańskiej i być gałęzią Assańczukowiczów. Ich protoplastą miał być wnuk Urusa-Ułana, Safjan Assanowicz, koło roku 1550-ego właściciel części Kieni i Dziemidkowa w pow. grodzieńskim, używający przydomku Szemiesza.

### Pozostałe nazwiska
W 1855 wydana została książka autorstwa rosyjskiego heraldyka Aleksandra Borysowicza Łakiera Heraldyka rosyjska. Autor przytacza tam nazwiska rosyjskiej szlachty, która przejęła niektóre polskie herby. Wśród nich jest Wąż. Autor nie wyjaśnia, w jaki sposób zachodziło takie przejmowanie. Pewne jest, że kilka polskich rodzin osiadło w Rosji. Rdzennie rosyjskie rody mogły zaś przyjmować polskie herby na zasadzie upodobniania wizerunków własnych. Herbem Wąż miała według Łakiera pieczętować się rodzina o nazwisku Kozarski. Z niej, Aleksander Kozarski (ur. w 1797 r. w Dubrownie, zm. w 1833 r.), kapitan-lejtnant floty Rosyjskiej (kapitan I rangi z 1831 r.) i dowódca brygu Merkury w wojnie tureckiej 1829 roku, dzielnie bronił się przeciw dwom liniowym okrętom i w nagrodę został odznaczony orderem Św. Jerzego IV klasy oraz otrzymał odmianę w herbie.
Kasper Niesiecki wymienia również nazwiska: Cichomski, Cichowski, Furs, Grotowski, Konarski, Kurowski, Łojko, Oryński, Osiński, Podolecki, Siedlecki i  Widawski.
Jury Łyczkowski, na swojej stronie dotyczącej heraldyki, wspomina również o nazwiskach Furowicz i Wienski .
"Szlachta Guberni Augustowskiej, Lubelskiej i Radomskiej wylegitymowana w Królestwie Polskim w latach 1836-1861" - katalog w zbiorach AGAD wymienia również nazwisko Cichowski.

## Odmiany
| Odmiany herbu Wąż |

## Galeria

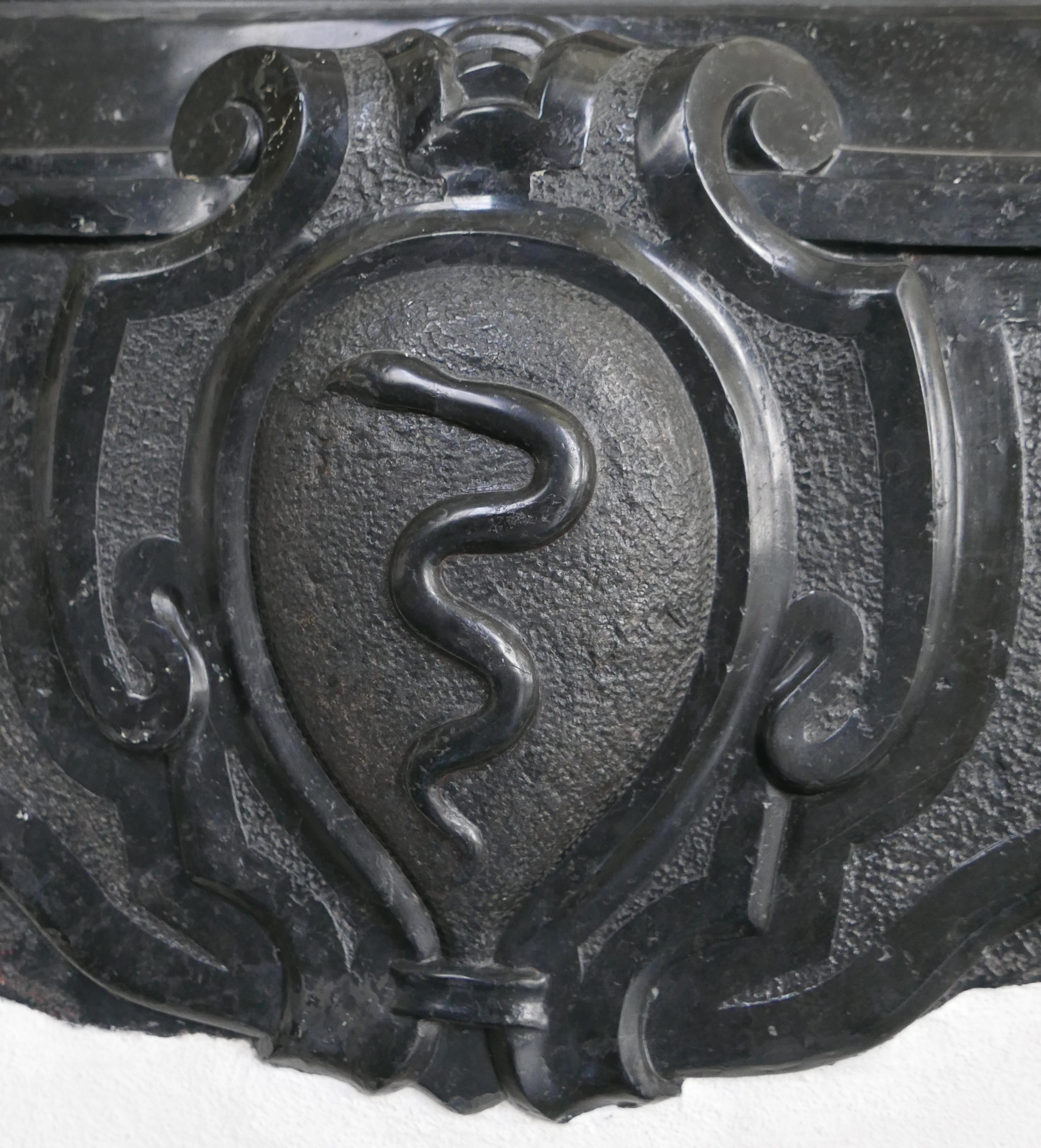
Herb Wąż na nagrobku z 1630 przy klasztorze dominikanów w Krakowie.